# Kĩ thuật quang học

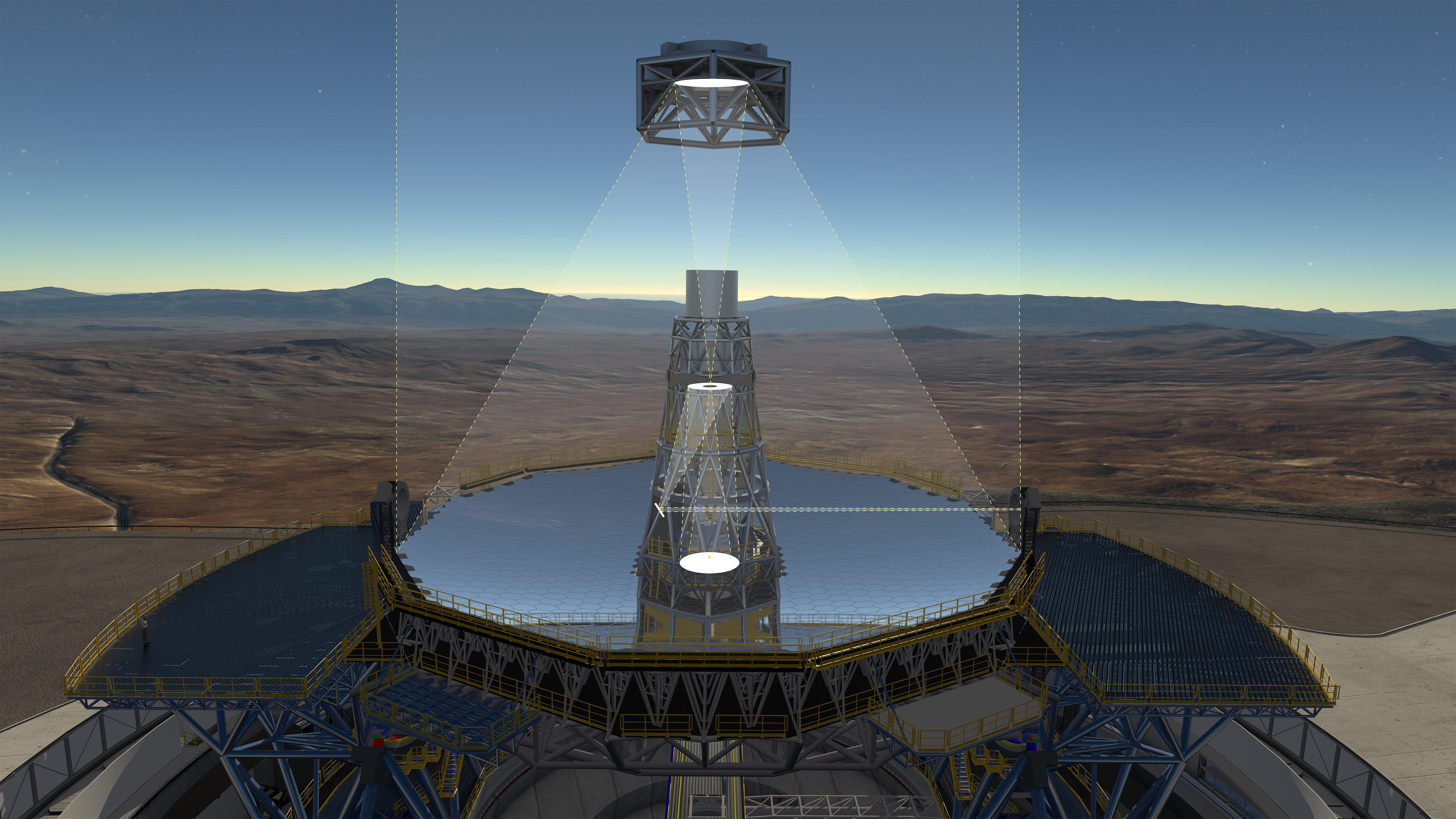
The optical system of the ELT showing the location of the mirrors.

Kỹ thuật quang học là lĩnh vực nghiên cứu tập trung vào các ứng dụng quang học. Kỹ thuật quang học liên quan đến thiết kế các dụng cụ quang học như thấu kính, kính hiển vi, kính thiên văn và các thiết bị khác sử dụng các tính chất của ánh sáng bằng vật lý và hóa học.  Các ứng dụng kỹ thuật quang học nổi bật khác bao gồm cảm biến quang và hệ thống đo lường, laser, hệ thống thông tin sợi quang, hệ thống đĩa quang (ví dụ CD, DVD), v.v.
Các kỹ sư quang học thiết kế và chế tạo các thiết bị điều khiển ánh sáng bằng cách áp dụng kiến thức về quang học. Ngoài ra, các kỹ sư trong lĩnh vực nghiên cứu này cũng xem xét tính thực tiễn về công nghệ, vật liệu, chi phí, phương pháp thiết kế,... Các kỹ sư điện thường sử dụng các công cụ máy tính nói chung như bảng tính và ngôn ngữ lập trình, cùng với phần mềm quang học chuyên dụng được thiết kế dành riêng cho lĩnh vực để hỗ trợ tính toán.
Đo lường kỹ thuật quang học sử dụng các phương pháp quang học để đo các dao động vi mô bằng các dụng cụ như giao thoa kế tia laze hoặc để đo các tính chất của các khối lượng khác nhau bằng các dụng cụ đo khúc xạ.